# Restaino Cantelmo-Stuart
Restaino Cantelmo-Stuart y Brancia  (né en 1651 à Naples, mort le 16 janvier 1723 à Madrid), 8e duc de Popoli, et 3e prince de Pettorano (à partir de 1693 jusqu'à sa mort), grand d'Espagne de première classe (1722), chevalier de l'Ordre de Santiago (1706), de l'ordre de la Toison d'or (6 août 1714), de l'ordre de Saint-Michel et de l'ordre du Saint-Esprit (26 juillet 1717), était un noble napolitain et un militaire au service de l'Espagne, capitaine général de Catalogne en 1713-1714, célèbre pour son rôle de commandant des troupes bourbonnes au cours de la première phase du siège de Barcelone (1713-1714). Il fut ministre des finances et de la guerre (1715) et le tuteur du prince des Asturies, Louis de Bourbon (1716).